# Bosc Lladrós
El Bosc Lladrós o Bosc de Lladrós és un bosc que es troba entre Palau de Santa Eulàlia i Garrigàs, a la comarca de l’Alt Empordà, prop de l’antic Camí Ral, avui carrera Nacional II. 
Estava considerat un dels indrets més perillosos del Principat a causa de la presència, en totes les èpoques, de bandolers i lladres de camí ral.
L’estudiós Francesc Costa Oller explica que «el topònim de Bosc Lladrós que trobem a Medinyà i a Palau de Santa Eulàlia informa prou de l'activitat que es feia sota els pins i les alzines. En aquesta zona l’any 1846 una banda de set malfactors assalta la diligència que venia de Figueres, però la guàrdia civil que estava a l’aguait atura l’acció».
I un dels historiadors del bandolerisme, Joan Reglà, diu que «el camí ral —avui carretera de Madrid a França per la Jonquera— passava per l’anomenat "Bosclladrós", és a dir, bosc dels lladres».
Però segons Joan Coromines, malgrat les coincidències, Lladrós és un topònim d’origen romànic que, tenint el mateix origen etimològic que lladre (el que roba), en referència al bosc pren un altre significat: la part de l’arbre entre l’escorça i el cor.